# Луиза фон Шлезвиг-Холщайн-Зондербург-Пльон
Луиза Албертина фон Шлезвиг-Холщайн-Зондербург-Пльон (на немски: Luise Albertina von Schleswig-Holstein-Sonderburg-Plön; * 21 юли 1748 в Пльон; † 2 март 1769 в Баленщет) от фамилията Олденбург е принцеса от Шлезвиг-Холщайн-Зондербург-Пльон и чрез женитба княгиня на Анхалт-Бернбург (1765 – 1769).
Тя е най-малката дъщеря на херцог Фридрих Карл фон Холщайн-Зондербург-Пльон (1706 – 1761) и съпругата му графиня Христиана Ирмгард фон Ревентлов (1711 – 1779).
Тя умира на 2 март 1769 г. на 20 години в Баленщет.

## Фамилия
Луиза се омъжва на 4 юни 1763 г. в Августенбург (Дания) или в Бернбург за принц Фридрих Албрехт фон Анхалт-Бернбург (1735 – 1796), княз от 1765 г., син на княз Виктор Фридрих II фон Анхалт-Бернбург (1700 – 1765).Те имат две деца: 
- Алексиус Фридрих Кристиан (1767 – 1834), от 1796 г. княз, от 1807 г. херцог на Анхалт-Бернбург; женен I. на 29 ноември 1794 г. (развод 6 август 1817), за принцеса Мария Фридерика фон Хесен-Касел (1768 – 1839), II. на 11 януари 1818 г. (морганатично) за Доротея фон Зоненбург, от 1818 г. фон Хойм (1781 – 1818); III. на 3 март 1819 г. за Ернестина фон Зоненбург, от 1819 г. фон Хойм (1789 – 1845)
- Паулина Христина Вилхелмина (1769 – 1820), омъжена на 2 януари 1796 г. в Баленщет за княз Леополд I фон Липе-Детмолд (1767 – 1802)